# Euryparasitus calcarator
Euryparasitus calcarator är en spindeldjursart som först beskrevs av Banks 1910.  Euryparasitus calcarator ingår i släktet Euryparasitus och familjen Ologamasidae. Inga underarter finns listade i Catalogue of Life.